# 足尾銅山街道
足尾銅山街道（あしおどうざんかいどう）は、下野国（栃木県）足尾銅山から渡良瀬川沿いの渓谷を下り、上野国（群馬県）笠懸野（大間々扇状地）を経て、利根川沿いの河岸までを結ぶ街道である。銅山街道（あかがねかいどう）とも呼称され、銅街道・あかがね街道とも表記する。国道122号の足尾-大間々間の通称として用いられる。

## 概要
足尾銅山で産出された銅を江戸に輸送するために江戸幕府によって整備された街道である。銅の輸送には、銅山街道の他に阿世潟峠を経て中禅寺湖南岸に至る道、細尾峠を経て細尾村に至る道、粕尾峠を経て粕尾村に至る道があり、細尾峠越えの道は足尾道と呼称されて銅山街道の整備後も利用された。
道筋は現在の国道122号・群馬県道69号大間々世良田線・群馬県道311号新田上江田尾島線に相当しており、水沼（黒保根町水沼）で根利道（群馬県道62号沼田大間々線・群馬県道257号根利八木原大間々線）と、深沢（大間々町上神梅）で大胡道（群馬県道333号上神梅大胡線）と、木崎（新田木崎町）で日光例幣使街道（群馬県道312号太田境東線）と接続していた。
銅山街道の通過自治体は平成の合併前までは栃木県下都賀郡足尾町、群馬県勢多郡東村・黒保根村、山田郡大間々町、新田郡笠懸町・藪塚本町・新田町・尾島町の2県4郡6町2村であった。平成の合併後の街道の通過自治体は、栃木県日光市、群馬県みどり市・桐生市・太田市の2県4市である。

## 歴史
慶長15年（1610年）に足尾山中で銅が発見され、慶安元年（1648年）に幕府の代官である諸星庄兵衛が銅山奉行を兼任して、慶安2年（1649年）に街道を整備して各宿に銅蔵を置いたと伝わる。当初の道筋は、足尾村から渡良瀬川右岸沿いを南下して上野国勢多郡沢入村（東町沢入）・花輪村（東町花輪）を経て、山田郡大間々村（大間々町大間々）から大間々扇状地を南進して、利根川の平塚河岸（境平塚）に至るものであった。
寛文年間（1661年-1673年）に、幕府代官の岡上景能が銅山奉行を兼任して、笠懸野の新田開発によって笠懸新田（新田郡大原本町村、大原町）が成立し、村の中心に大原宿が置かれた。延宝年間（1673年-1681年）から天和年間（1681年-1684年）の頃が足尾銅山街道の最盛期であり、毎年35万貫から40万貫までの銅が運ばれた。
元禄年間（1688年-1704年）に、銅の積出港が平塚河岸から下流の前島河岸（前島町）に、銅蔵が平塚村の北爪家から亀岡村（亀岡町）の高木家に移り、大原本町村の南方の上江田村（新田上江田町）から東南に向かって亀岡村・前島河岸に至る道筋に変わった。延享4年（1747年）に、大間々村が幕府領から前橋藩領に編入、銅蔵が大間々村の高草木家から西隣の桐原村（大間々町桐原）の藤生家に移ったことで、足尾銅山から沢入宿・花輪宿・桐原宿・大原宿を経て亀岡村・前島河岸に至る道筋が確定した。
慶応3年（1867年）の大政奉還後、銅山の管轄は日光県などを経て栃木県に移り、明治10年（1877年）に古河市兵衛の経営となる。明治23年（1890年）細尾峠に索道が架設され、大正元年（1912年）12月に足尾鉄道が足尾まで達すると街道は寂れたが、昭和37年（1962年）に足尾-大間々間が国道122号の一部に指定され、現在では国道を銅山街道と通称している。